# 寮國LGBT權益
女同性戀、男同性戀、雙性戀與跨性別者在寮國的權益狀況與他們是否遭到歧視、暴力在目前仍無法調查出來，因為寮國政府沒有將這些族群納入人權報告裡。寮國曾被視為是最能接納同性戀者的共產主義國家，但也有報告指出寮國的女同性戀者比男同性戀者更沒有權益保障。歧視依然存在於這個東南亞國家。

## 同性性行為相關法律歷程
同性性行為在寮國合法。

## 同性伴侶關係
寮國不承認任何形式的法律同性伴侶關係，包括民事結合和同性婚姻在內。這並不表示寮國反對同性伴侶關係，而是這個議題至今仍未被討論，因此也不能確定寮國未來是否會承認同性伴侶關係。

## 歧視與仇恨罪保護
寮國沒有任何法律禁止對性傾向的歧視。